# 爆炸頭

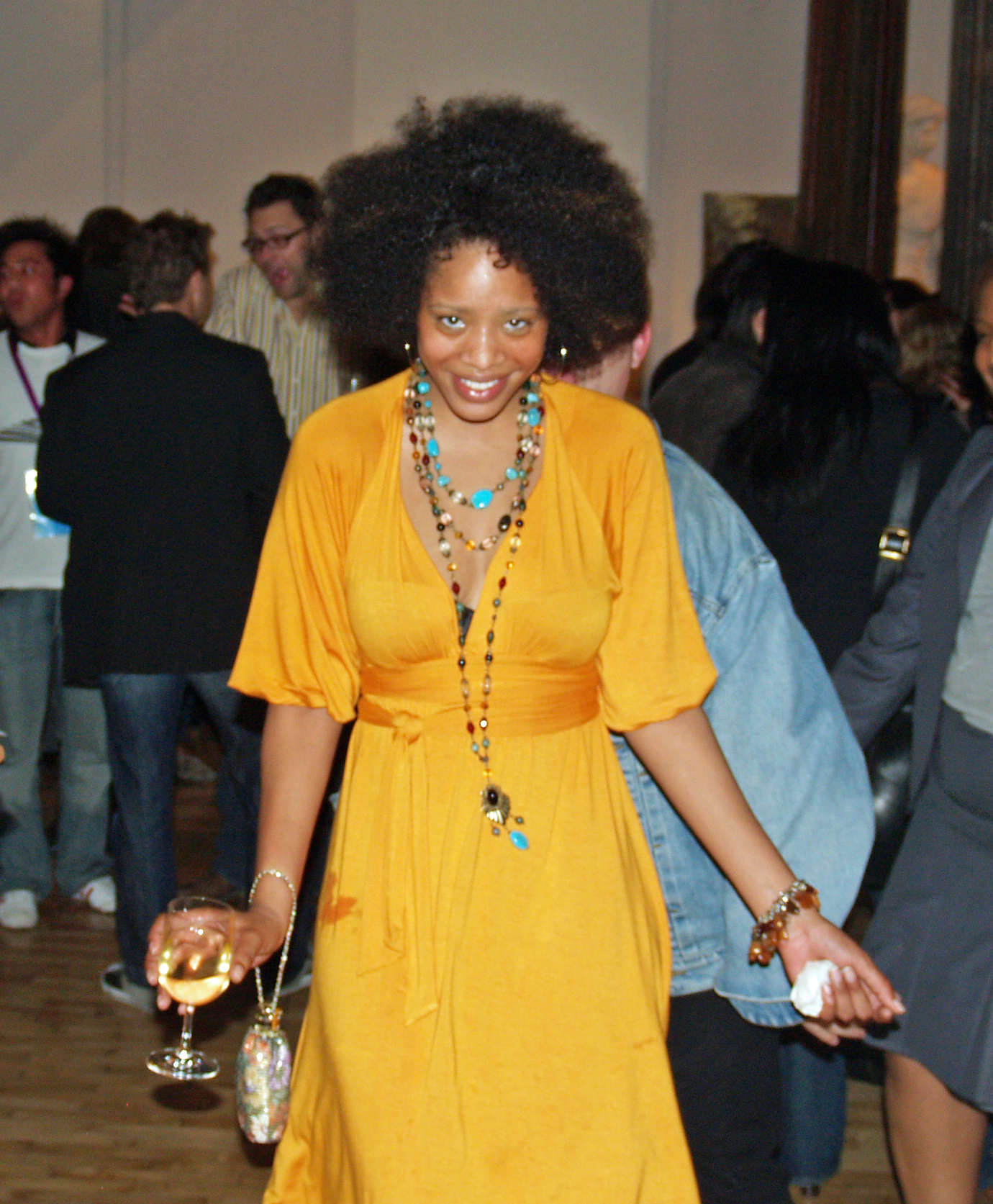
爆炸頭

爆炸頭（英語：Afro-hair、簡稱Afro），又稱「阿福羅頭」或意譯「非洲頭」，是1970年代流行的髮型，特徵是又大又捲又膨的球型毛髮。爆炸頭最當紅是樂隊Boney M.帶起，當時在迪斯科爆炸頭成為舞歌、快歌的經典造型。

## 国际上类似的风格
“犹太式Afro”（“Jewfro”的合成词，由“犹太人”和“Afro”组成）或者（较少见）“以色列式Afro”（“Isro”的合成词，由“以色列”和“Afro”组成）指的是犹太人戴着Afro发型时的样子。这个词起源于20世纪60年代和70年代，当时许多著名人物被描述为拥有这种发型。1970年，《洛杉矶时报》将大学橄榄球明星斯科特·马库斯称为一个“金棕色头发...环绕着他头部的卷发，他称之为犹太Afro风格”的“花童”。1971年，《纽约时报》在一篇关于哈佛大学“多毛”的篮球队的文章中写道，队长布赖恩·纽马克“自去年5月以来没有理发，他的朋友们建议他的发型与Afro相似，这是黑人中流行的发型。然而，在这位来自布鲁克林的犹太大三学生的案例中，他头上蓬松的深色头发被称为“Isro”（以色列式Afro）。"小说家朱迪斯·罗斯纳在《芝加哥论坛报》的一篇专栏中被描述为“一个长大后的神童，脸呈椭圆形，被一头犹太Afro发型围绕着。”
哈登多阿的贝贾人位于东北非洲，在马赫迪主义战争期间被英国军队戏称为“Fuzzy-Wuzzies”，原因是他们的大而像拖把一样的发型，他们通过涂抹黄油或mutton fat来塑造。在索马里，一些游牧和定居社区的年轻男子会让头发长而仔细梳理成相当大的灌木状，然后用酥油固定在头上。这种精心设计的发型与索马里其他族群中的另一种发型截然不同，后者会让头发长并蓬松，然后在中间插入一根chewing stick，并使用梳子整理。
非洲大陆的许多不同文化中，非洲各地的男女都曾经以不同形式展现过Afro的变体。由于这种发型与民权和黑人权力运动的成员有关，Afro被一些外部文化视为政治动荡的危险象征，其中包括坦桑尼亚，在那里，Afro在1970年代被禁止，因为它被视为新殖民主义的象征，也被看作是来自美国的“文化入侵”的一部分。在1950年代和1960年代，南非的女性也以Afro风格的发型而闻名。
Afro在美洲非洲裔社区并未像在美国那样达到同样的流行水平，部分原因是由于辫子的流行，这在拉斯塔法利运动中扮演了重要角色。与在美国黑人权力运动成员中的Afro的重要性类似，辫子在加勒比地区的拉斯塔法利人中象征着黑人自豪和权力。